# Ylva Floreman

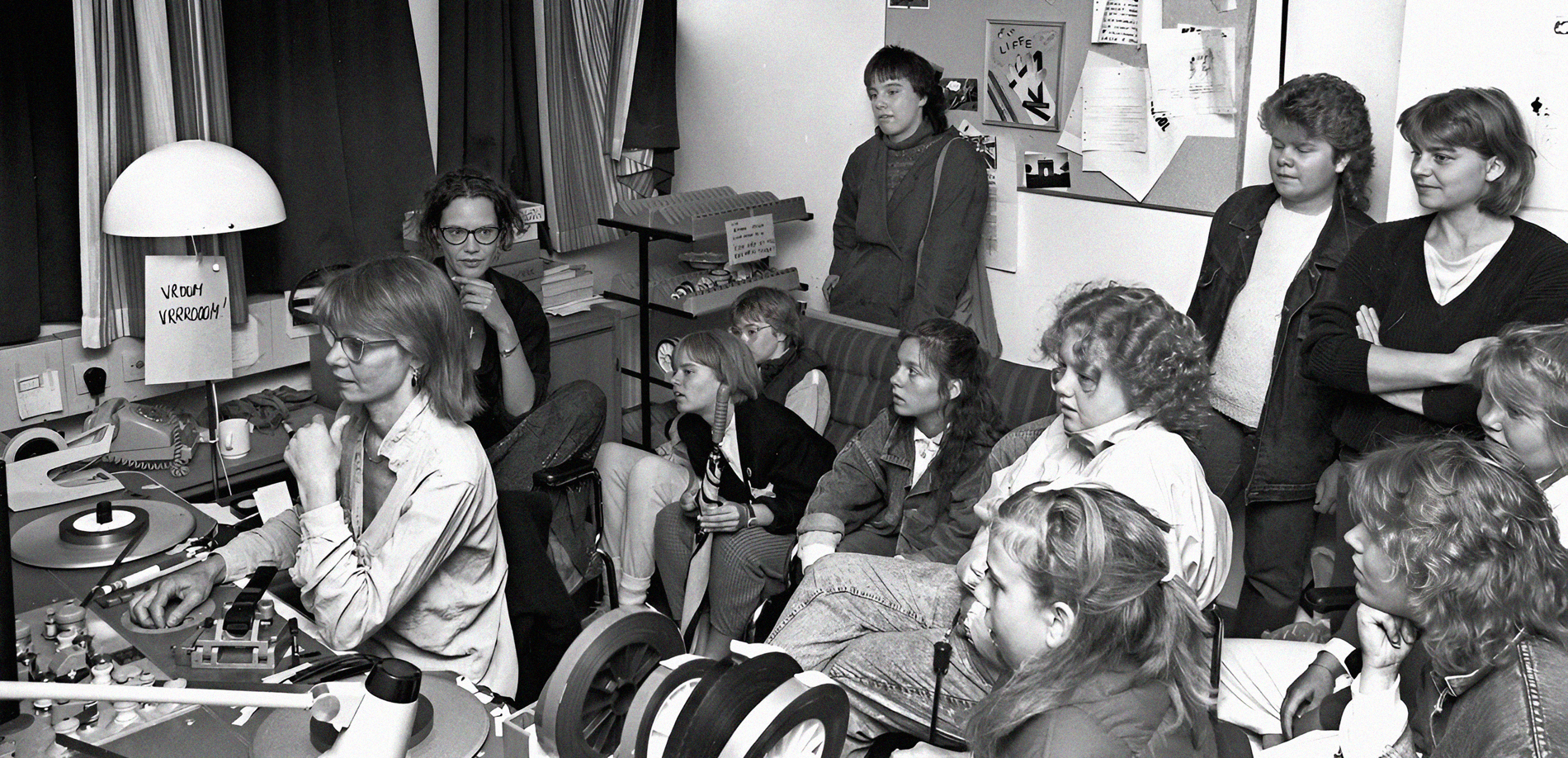
En flickklass med filmintresserade är i juni 1987 på studiobesök i ett klipprum på SVT Malmö. Filmaren Ylva Floreman berättar om sin nya film Amors bilar. Vid klippbordet arbetar filmklipparen Lisskulla Moltke-Hoff. Filmen Amors bilar hade premiär våren 1988.

Ylva Daga Elisabet Floreman, född 11 mars 1954 i Slottsstadens församling i Malmö, är en svensk dokumentärfilmare och skribent. Hon är mest känd för dokumentärfilmerna Amors bilar och Vem bryr sig! samt boken Lyckopiller, ett grävande journalistiskt arbete kring hormonella preventivmedel.

## Biografi
Floreman växte upp i Malmö. Hon bodde några år som liten i Malmberget, vilket kan ha lett till hennes intresse för samerna.
Som 23-åring skrev Floreman i Arbetet. Sedan utbildade hon sig till journalist i Göteborg och arbetade på ETC två år. Hon har huvudsakligen arbetat som frilansare med bland annat dokumentärfilmer och krönikor i Tidningen Arbetet, Ystads Allehanda, Kvällsposten, Flamman. Floreman är lektör för Bibliotektstjänst sedan 2005.
Floreman har följt renskötande samer, arbetat på fiskefabrik på Island och plastfabrik i forna Jugoslavien. Utöver mediebranschen har hon även arbetat som sekreterare, kampanjsekreterare, arrangerat stödgala samt anlitats som gästlärare och föreläsare.
Floreman bor i Skåne och under åren 2011-2012 ledde hon dokumentärfilmslinjen på Skurups folkhögskola tillsammans med Thomas Frantzén. Hon hade då varit gästlärare på filmlinjen i 20 år.
Floreman föredrar naturligt ljud i sina filmer, ingen musik. Hon vill kommunicera andra bilder än de gängse i medierna och detta uttrycks särskilt i Amors bilar och Vem bryr sig? 

## Filmografi
- 1984 Ovanlandet (tillsammans med Peter Östlund), som handlar om samiska kvinnor från renskötande familjer[7]
- 1988 Amors bilar
- 1995 Husets själ, själens hus
- 1995 Ingen himmel med samiska skor (förstamanus tillsammans med Inger Margareth Olsen)
- 1997 Posti-Marti om en brevbärare i väglöst land längst i norr[8]
- 2000 Vem bryr sig! om nazister som flyttar till Tomelilla och som senare döms för dödshot mot politiker[3]
- 2002 Meantime in Grez, som handlar om livet i Grez utanför Paris efter 11 september-attackerna[9]
- 2005 Älska mig mest

## Priser och utmärkelser
- 1982 Stockholms kommuns kulturpris
- 1988 Sven O Anderssons stipendium för unga debattörer[10]
- 1992 Fredrika Bremer-förbundet, hedersomnämnande för artikeln Den stora städerskan publicerad i Arbetet[11]
- 2001 Lena Hellmans Minnesfond, pris för Vem bryr sig!
- 2002 Artister mot nazister, pris för Vem bryr sig![12]
- 2002 Tomelilla kommuns kulturstipendium, pris för Vem bryr sig![9]
- 2022 Byggnads Kulturstipendium för Jag är inte död, jag är bara gammal